# Rocketman
Rocketman är en brittisk-amerikansk biografisk musikaldramafilm från 2019 regisserad av Dexter Fletcher. Den handlar om Elton Johns liv och resa från okänd musiker till en av världens mest framgångsrika artister. 
Elton John bidrog som exekutiv producent och hans make David Furnish var en av filmens fyra producenter. 
Rollen som Elton John spelades av Taron Egerton och hans låtskrivarpartner och vän Bernie Taupin spelades av Jamie Bell. Titeln Rocketman är inspirerad av Elton Johns låt "Rocket Man" från 1972.

## Handling
1952 var året då femårige Reginald Dwight för första gången spelade piano hemma hos sin mormor Ivy Soul. Reginald utvecklades snabbt och 1958 fick han ett stipendium till Royal Academy of Music där han studerade i sex år. Men Reginalds föräldrar Sheila Eileen och Stanley Dwight var inte imponerade över sin sons musikaliska talang.
På en provspelning för låtskrivare i London 1967 träffar Reginald för första gången Bernie Taupin, som skulle komma att bli Reginalds livslånga låtskrivarpartner och vän. 1968 tar Reginald sitt artistnamn Elton John, sammansatt av bandet Bluesologys medlemmar Elton Deans och Long John Baldrys namn. Elton John blir senare Reginalds personnamn.
Under åren som går skriver Elton och Bernie ett flertal framgångsrika hitlåtar och Elton är på väg att bli en av världens mest framgångsrika artister. Dock uppstår en osämja mellan Elton och Bernie när Eltons drogmissbruk blir värre och värre.

## Rollista (i urval)
- Taron Egerton – Elton John
  - Kit Connor och Matthew Illesley – Elton (Reginald Dwight) som ung
- Jamie Bell – Bernard "Bernie" Taupin
- Richard Madden – John Reid
- Bryce Dallas Howard – Sheila Eileen
- Gemma Jones – Mormor Ivy Soul
- Stephen Graham – Dick James
- Steven Mackintosh – Stanley Dwight
- Tate Donovan – Doug Weston
- Charlie Rowe – Ray Williams
- Celinde Schoenmaker – Renate Blauel
- Ophelia Lovibond – Arabella
- Sharon D. Clarke – Rådgivare på AA-möte
- Jason Pennycooke – Wilson
- Tom Bennett – Fred
- Kamil Lemieszewski – Dr. Maverick
- Jimmy Vee – Arthur
- Rachel Muldoon – Kiki Dee

## Produktion
Elton John och David Furnish hade velat göra filmen i nästan 20 års tid. Deras första försök var 2001 då filmen var på utvecklingsstadiet på Walt Disney Studios. Då var det tänkt att David LaChapelle skulle regissera filmen sedan han hade regisserat musikvideon för Elton Johns låt "This Train Don't Stop There Anymore" där Justin Timberlake spelade en ung Elton John. Arbetet för filmen på Walt Disney Studios avbröts emellertid.
I januari 2012 offentliggjordes Justin Timberlake som Elton Johns förstahandsval för huvudrollen i filmen. I mars 2013 var det tänkt att Michael Gracey skulle regissera filmen och i oktober samma år var det tänkt att Tom Hardy skulle spela huvudrollen. Men efter några oegentligheter mellan John och bolaget Focus Features lades projektet återigen på is. I juli 2017 offentliggjordes det att Tom Hardy hade dragit sig ur projektet och att Taron Egerton var på väg att ersätta honom.
Att Egerton skulle spela Elton John var producenten Matthew Vaughns villkor för att han själv skulle vara med och producera filmen. Egerton hade tidigare medverkat tillsammans med Elton John i Matthew Vaughns egenregisserade spionkomedifilm Kingsman: The Golden Circle (2017) och han hade även framfört Johns låt "I'm Still Standing" i röstrollen som bergsgorillan Johnny i den animerade filmen Sing (2016).
Matthew Vaughn valde sedan även ut Dexter Fletcher som filmens regissör. Dexter Fletcher var tidigare exekutiv producent för Bohemian Rhapsody och var även den som officiellt ersatte Bryan Singer som regissör under den sista tiden det tog att göra Bohemian Rhapsody. Fletcher valdes ut som filmens regissör eftersom Michael Gracey var upptagen med musikalfilmen The Greatest Showman (2017).
Rocketman hade brittisk premiär 22 maj 2019, svensk premiär 29 maj och amerikansk premiär 31 maj. Den blev den första stora Hollywoodfilmen att visa en homosexuell sex-scen.

## Mottagande
Rocketman fick positiva recensioner och prisades bland annat för Taron Egertons porträttering av Elton John och filmens kostym. Elton John och Bernie Taupin närvarade själva på premiären under filmfestivalen i Cannes den 16 maj 2019. John var tydligt berörd när han kramade Egerton och grät. 
Filmen fick en Oscar för bästa sång för sången "(I'm Gonna) Love Me Again" på Oscarsgalan 2020.

## Filmmusik
Filmens originalmusik komponerades av Matthew Margeson och inkluderar 21 gamla Elton John-låtar. Den har även en ny originallåt "(I'm Gonna) Love Me Again", framförd av både Elton John och Taron Egerton. Alla låtarna, inklusive "(I'm Gonna) Love Me Again", förutom "Thank You for All Your Loving" och "Pinball Wizard" är skrivna av Elton John och Bernie Taupin själva. Soundtracket släpptes 24 maj 2019.

### Låtlista
| Nr           | Titel                                 | Framförd av                                                      | Längd |
| ------------ | ------------------------------------- | ---------------------------------------------------------------- | ----- |
| 1.           | The Bitch Is Back                     | Taron Egerton & Sebastian Rich                                   | 1:53  |
| 2.           | I Want Love                           | Kit Connor, Gemma Jones, Bryce Dallas Howard & Steven Mackintosh | 2:13  |
| 3.           | Saturday Night's Alright for Fighting | Egerton & Connor                                                 | 3:10  |
| 4.           | Thank You for All Your Loving         | Egerton                                                          | 3:24  |
| 5.           | Border Song                           | Egerton                                                          | 3:25  |
| 6.           | Rock and Roll Madonna                 | Egerton                                                          | 2:42  |
| 7.           | Your Song                             | Egerton                                                          | 4:01  |
| 8.           | Amoreena                              | Egerton                                                          | 4:20  |
| 9.           | Crocodile Rock                        | Egerton                                                          | 2:53  |
| 10.          | Tiny Dancer                           | Egerton                                                          | 5:25  |
| 11.          | Take Me to the Pilot                  | Egerton                                                          | 3:43  |
| 12.          | Hercules                              | Egerton                                                          | 5:26  |
| 13.          | Don't Go Breaking My Heart            | Egerton & Rachel Muldoon                                         | 1:34  |
| 14.          | Honky Cat                             | Egerton & Richard Madden                                         | 2:34  |
| 15.          | Pinball Wizard                        | Egerton                                                          | 2:02  |
| 16.          | Rocket Man                            | Egerton                                                          | 4:31  |
| 17.          | Bennie and the Jets                   | Egerton                                                          | 2:28  |
| 18.          | Don't Let the Sun Go Down on Me       | Egerton & Celinde Schoenmaker                                    | 2:40  |
| 19.          | Sorry Seems to Be the Hardest Word    | Egerton                                                          | 2:15  |
| 20.          | Goodbye Yellow Brick Road             | Egerton & Jamie Bell                                             | 4:05  |
| 21.          | I'm Still Standing                    | Egerton                                                          | 3:58  |
| 22.          | (I'm Gonna) Love Me Again             | Elton John & Egerton                                             | 4:11  |
| Total längd: | Total längd:                          | Total längd:                                                     | 60:12 |